# Seeaufgabengesetz
Das Seeaufgabengesetz (SeeAufgG) ist Bestandteil des deutschen Schifffahrts- bzw. Seerechts. Es regelt die Aufgaben und Verantwortlichkeiten der einzelnen Bundesbehörden auf dem Gebiet der Seeschifffahrt.
Die Grundlage für die Verantwortlichkeit des Bundes ergibt sich aus Art. 74 Abs. 1 Nr. 21 (Konkurrierende Gesetzgebung), Art. 87 (Wasser- und Schifffahrtsverwaltung des Bundes) sowie Art. 89 (Bundeswasserstraßen) des Grundgesetzes.
Das Seeaufgabengesetz ist die zentrale Ermächtigungsgrundlage für Verordnungsgebung und bundeseigene Verwaltung auf dem Gebiet der Seeschifffahrt.

## Inhalte (Auszug)
§ 1 definiert die konkreten Aufgaben des Bundes auf dem Gebiet der Seeschifffahrt. Hier findet sich u. a. die Legaldefinition der Schifffahrtspolizei.
§ 2 regelt die Aufsicht des Bundes über die seemännische Ausbildung sowie seine Aufgaben bei der Ausstellung von Befähigungszeugnissen für den Wachdienst an Bord in Übereinstimmung mit dem internationalen STCW-Übereinkommen.
Die §§ 3a bis 3d sind Ermächtigungsgrundlage für notwendige Maßnahmen zur Abwehr von Gefahren im Rahmen der Aufgaben der Schifffahrtspolizei. Sie enthalten u. a. Regelungen zur Möglichkeit der Ersatzvornahme.
§ 4 regelt die Befugnisse bei der Wahrnehmung von Aufgaben außerhalb des deutschen Küstenmeeres einschließlich der Vollzugsaufgaben.
§ 5 regelt die Aufgaben des Bundesamtes für Seeschifffahrt und Hydrografie (BSH)
§ 6 regelt die Aufgaben auf dem Gebiet der Schiffssicherheit.
Die §§ 9 bis 9c ermächtigt das Bundesministerium für Verkehr und digitale Infrastruktur zum Erlass von Rechtsverordnungen, beispielsweise zur Umsetzung des Internationalen Übereinkommens von 1974 zum Schutz des menschlichen Lebens auf See.
§ 9f regelt die Führung eines zentralen Seeleute-Befähigungs-Verzeichnisses beim Bundesamt für Seeschifffahrt und Hydrographie.
Die §§ 13 und 14 betreffen die Abgaben und Gebühren für das Befahren des Nord-Ostsee-Kanals.
Die §§ 16 bis 17a regeln die Zusammenarbeit mit anderen Staaten bei der Verfolgung von Straftaten und Ordnungswidrigkeiten. Die hiermit berührten völkerrechtlichen Verpflichtungen und Befugnisse ergeben sich insbesondere aus dem Seerechtsübereinkommen der Vereinten Nationen.